# Twin (Alabama)
Twin è un comune (town) degli Stati Uniti d'America situato nello stato dell'Alabama, nella contea di Marion.